# ТЕС Прагаті
28°36′53″ пн. ш. 77°15′10″ сх. д. / 28.61472° пн. ш. 77.25278° сх. д.
ТЕС Прагаті – теплова електростанція у Індії, на території Національної столичної території Делі.
В 2002 – 2003 роках на майданчику станції став до ладу блок комбінованого парогазового циклу потужністю 330 МВт. Встановлені у ньому дві газові турбіни потужністю по 104 МВт живлять через відповідну кількість котлів-утилізаторів одну парову турбіну з показником 122 МВт.
Станція використовує природний газ, який може надходити в район Делі по газопроводах Віджайпур – Дадрі та Аурая – Дадрі. 
Для охолодження та інших технологічних потреб використовують воду зі стічних споруд Делі, яка проходить необхідну очистку та підготовку. Відпрацьована вода скидається у річку Джамна.
Видача продукції відбувається по ЛЕП, розрахованій на роботу під напругою 220 кВ.